# Pereviz, Hadeaci
Pereviz (în ucraineană Перевіз) este un sat în comuna Lîsivka din raionul Hadeaci, regiunea Poltava, Ucraina.

## Demografie
Componența lingvistică a localității Pereviz
     Ucraineană (100%)
Conform recensământului din 2001, toată populația localității Pereviz era vorbitoare de ucraineană (100%).